# Projetos/Aves/Lista de aves de Sibley-Monroe 2

## Anseriformes

### Anhimidae
- Anhuma, Anhima cornuta
- Chauna chavaria
- Tachã, Chauna torquata

### Anseranatidae
- Anseranas semipalmata

### Dendrocygnidae
- Marreca-moteada, Dendrocygna guttata
- Marreca-australiana, Dendrocygna eytoni
- Marreca-caneleira, Dendrocygna bicolor
- Marreca-errante, Dendrocygna arcuata
- Marreca-de-java, Dendrocygna javanica
- Irerê, Dendrocygna viduata
- Marreca-cubana, Dendrocygna arborea
- Marreca-cabocla, Dendrocygna autumnalis
- Pato-de-dorso-branco, Thalassornis leuconotus

### Anatidae
- Bico-roxo, Oxyura dominica
- Pato-de-rabo-alçado-americano, Oxyura jamaicensis
- Oxyura ferruginea
- Pato-de-rabo-alçado, Oxyura leucocephala
- Pato-de-rabo-alçado-africano, Oxyura maccoa
- Marreca-rabo-de-espinho, Oxyura vittata
- Oxyura australis
- Biziura lobata
- Marreca-de-cabeça-preta, Heteronetta atricapilla
- Stictonetta naevosa
- Cisne-vulgar, Cygnus olor
- Cisne-negro, Cygnus atratus
- Cisne-de-pescoço-preto, Cygnus melancoryphus
- Cisne-bravo, Cygnus cygnus
- Cisne-trombeteiro, Cygnus buccinator
- Cisne-pequeno, Cygnus columbianus
- Apororoca, Coscoroba coscoroba
- Ganso-africano, Anser cygnoides
- Ganso-de-bico-curto, Anser brachyrhynchus
- Ganso-campestre, Anser fabalis
- Ganso-grande-de-testa-branca, Anser albifrons
- Ganso-pequeno, Anser erythropus
- Ganso-comum, Anser anser
- Ganso-do-índico, Anser indicus
- Ganso-das-neves, Anser caerulescens
- Anser rossii
- Anser canagica
- Ganso-do-havaí, Branta sandvicensis
- Ganso-do-canadá, Branta canadensis
- Ganso-de-faces-brancas, Branta leucopsis
- Ganso-de-faces-negras, Branta bernicla
- Branta ruficollis
- Cereopsis novaehollandiae
- Cyanochen cyanopterus
- Chloephaga melanoptera
- Chloephaga picta
- Chloephaga hybrida
- Chloephaga poliocephala
- Chloephaga rubidiceps
- Pato-corredor, Neochen jubata
- Ganso-do-egipto, Alopochen aegyptiacus
- Pato-ferrugíneo, Tadorna ferruginea
- Tadorna cana
- Tadorna tadornoides
- Tadorna variegata
- Tadorna cristata
- Pato-branco, Tadorna tadorna
- Tadorna radjah
- Tachyeres pteneres
- Tachyeres leucocephalus
- Tachyeres brachypterus
- Tachyeres patachonicus
- Pato-ferrão, Plectropterus gambensis
- Pato-selvagem, Cairina moschata
- Cairina scutulata
- Pteronetta hartlaubii
- Pato-de-crista, Sarkidiornis melanotos
- Nettapus pulchellus
- Nettapus coromandelianus
- Pato-orelhudo, Nettapus auritus
- Marreca-de-coleira, Callonetta leucophrys
- Pato-carolino, Aix sponsa
- Aix galericulata
- Chenonetta jubata
- Marreca-pé-vermelho, Amazonetta brasiliensis
- Merganetta armata
- Hymenolaimus malacorhynchos
- Salvadorina waigiuensis
- Anas specularioides
- Anas specularis
- Marreco-do-cabo, Anas capensis
- Frisada, Anas strepera
- Anas falcata
- Piadeira, Anas penelope
- Piadeira-americana, Anas americana
- Marreca-oveira, Anas sibilatrix
- Pato-preto-africano, Anas sparsa
- Anas rubripes
- Anas fulvigula
- Pato-real, Anas platyrhynchos
- Anas wyvilliana
- Anas laysanensis
- Anas poecilorhyncha
- Anas luzonica
- Anas superciliosa
- Pato-de-bico-amarelo, Anas undulata
- Anas melleri
- Pato-de-asa-azul, Anas discors
- Pato-canela, Anas cyanoptera
- Pato-trombeteiro-do-cabo, Anas smithii
- Marreca-colhereira, Anas platalea
- Anas rhynchotis
- Pato-trombeteiro-europeu, Anas clypeata
- Anas bernieri
- Anas gibberifrons
- Anas gracilis
- Anas castanea
- Anas aucklandica
- Marreca-toicinho, Anas bahamensis
- Marreco-de-bico-vermelho, Anas erythrorhyncha
- Marreca-pintada, Anas flavirostris
- Arrabio, Anas acuta
- Anas eatoni
- Marreca-parda, Anas georgica
- Marreco-europeu, Anas querquedula
- Anas formosa
- Marrequinha-comum, Anas crecca
- Anas puna
- Marreca-cri-cri, Anas versicolor
- Marreco-hotentote, Anas hottentota
- Malacorhynchus membranaceus
- Pardilheira, Marmaronetta angustirostris
- Pato-de-cabeça-rosa, Rhodonessa caryophyllacea
- Pato-de-bico-vermelho, Netta rufina
- Marrecão, Netta peposaca
- Paturi-preta, Netta erythrophthalma
- Zarro-comum, Aythya ferina
- Aythya valisineria
- Aythya americana
- Zarro-de-colar, Aythya collaris
- Zarro-castanho, Aythya nyroca
- Aythya innotata
- Aythya baeri
- Aythya australis
- Zarro-negrinha, Aythya fuligula
- Aythya novaeseelandiae
- Zarro-bastardo, Aythya marila
- Negrelho-americano, Aythya affinis
- Êider-edredão, Somateria mollissima
- Somateria spectabilis
- Somateria fischeri
- Êider-de-steller, Polysticta stelleri
- Pato-do-labrador, Camptorhynchus labradorius
- Histrionicus histrionicus
- Pato-de-cauda-afilada, Clangula hyemalis
- Pato-preto, Melanitta nigra
- Pato-careto, Melanitta perspicillata
- Negrola-de-asa-branca-europeia, Melanitta fusca
- Pato-olho-d'ouro, Bucephala clangula
- Bucephala islandica
- Pato-de-touca-branca, Bucephala albeola
- Merganso-pequeno, Mergellus albellus
- Lophodytes cucullatus
- Pato-mergulhão, Mergus octosetaceus
- Merganso-de-poupa, Mergus serrator
- Mergus squamatus
- Merganso-grande, Mergus merganser
- Mergus australis

## Turniciformes

### Turnicidae
- Toirão-comum, Turnix sylvatica
- Turnix maculosa
- Turnix nana
- Toirão-hotentote, Turnix hottentotta
- Turnix tanki
- Turnix ocellata
- Turnix suscitator
- Turnix nigricollis
- Turnix melanogaster
- Turnix castanota
- Turnix olivii
- Turnix varia
- Turnix worcesteri
- Turnix everetti
- Turnix pyrrhothorax
- Turnix velox
- Ortyxelos meiffrenii

## Piciformes

### Indicatoridae
- Indicador-malhado, Indicator maculatus
- Indicador-de-peito-escamoso, Indicator variegatus
- Indicador-grande, Indicator indicator
- Indicator archipelagicus
- Indicador-pequeno, Indicator minor
- Indicator conirostris
- Indicator willcocksi
- Indicador-pigmeu, Indicator exilis
- Indicator pumilio
- Indicador-oriental, Indicator meliphilus
- Indicator xanthonotus
- Indicador-de-cauda-lira, Melichneutes robustus
- Melignomon eisentrauti
- Melignomon zenkeri
- Indicador de Cassin, Prodotiscus insignis
- Indicador-de-bico-fino, Prodotiscus zambesiae
- Indicador-de-bico-aguçado, Prodotiscus regulus

### Picidae
- Torcicolo, Jynx torquilla
- Torcicolo-de-garganta-castanha, Jynx ruficollis
- Picumnus innominatus
- Pica-pau-anão-dourado, Picumnus aurifrons
- Pica-pau-anão-do-orinoco, Picumnus pumilus
- Pica-pau-anão-do-amazonas, Picumnus lafresnayi
- Pica-pau-anão-de-pintas-amarelas, Picumnus exilis
- Pica-pau-anão-fusco, Picumnus fuscus
- Picumnus sclateri
- Picumnus squamulatus
- Pica-pau-anão-de-pescoço-branco, Picumnus spilogaster
- Picumnus minutissimus
- Pica-pau-anão-pintado, Picumnus pygmaeus
- Picumnus steindachneri
- Pica-pau-anão-da-várzea, Picumnus varzeae
- Pica-pau-anão-barrado, Picumnus cirratus
- Picumnus dorbygnianus
- Pica-pau-anão-de-coleira, Picumnus temminckii
- Pica-pau-anão-escamado, Picumnus albosquamatus
- Pica-pau-anão-vermelho, Picumnus rufiventris
- Pica-pau-anão-canela, Picumnus fulvescens
- Pica-pau-anão-da-caatinga, Picumnus limae
- Pica-pau-anão-carijó, Picumnus nebulosus
- Pica-pau-anão-creme, Picumnus castelnau
- Pica-pau-anão-de-barras-finas, Picumnus subtilis
- Picumnus olivaceus
- Picumnus granadensis
- Picumnus cinnamomeus
- Sasia africana
- Sasia abnormis
- Sasia ochracea
- Nesoctites micromegas
- Pica-pau-branco, Melanerpes candidus
- Pica-pau-de-lewis, Melanerpes lewis
- Melanerpes herminieri
- Melanerpes portoricensis
- Melanerpes erythrocephalus
- Melanerpes formicivorus
- Melanerpes pucherani
- Melanerpes chrysauchen
- Benedito-de-testa-vermelha, Melanerpes cruentatus
- Melanerpes flavifrons
- Melanerpes cactorum
- Melanerpes striatus
- Melanerpes radiolatus
- Melanerpes chrysogenys
- Melanerpes hypopolius
- Melanerpes pygmaeus
- Melanerpes rubricapillus
- Melanerpes uropygialis
- Melanerpes carolinus
- Melanerpes superciliaris
- Melanerpes aurifrons
- Melanerpes hoffmannii
- Pica-pau-de-barriga-amarela, Sphyrapicus varius
- Sphyrapicus nuchalis
- Sphyrapicus ruber
- Sphyrapicus thyroideus
- Pica-pau-verde-cubano, Xiphidiopicus percussus
- Pica-pau-pintado, Campethera punctuligera
- Pica-pau-da-núbia, Campethera nubica
- Pica-pau-de-bennett, Campethera bennettii
- Pica-pau-da-tanzânia, Campethera scriptoricauda
- Pica-pau-de-rabo-dourado, Campethera abingoni
- Campethera mombassica
- Pica-pau de Knysna, Campethera notata
- Pica-pau-de-costas-douradas, Campethera maculosa
- Pica-pau-de-dorso-verde, Campethera cailliautii
- Campethera tullbergi
- Pica-pau-malhado, Campethera nivosa
- Pica-pau-de-orelhas-castanhas, Campethera caroli
- Pica-pau-das-rochas, Geocolaptes olivaceus
- Dendropicos elachus
- Dendropicos poecilolaemus
- Dendropicos abyssinicus
- Pica-pau-cardeal, Dendropicos fuscescens
- Dendropicos lugubris
- Dendropicos gabonensis
- Pica-pau-de-stierling - Dendropicos stierlingi
- Pica-pau-de-bigodes, Dendropicos namaquus
- Dendropicos pyrrhogaster
- Dendropicos xantholophus
- Dendropicos elliotii
- Pica-pau-cinzento-africano, Dendropicos goertae
- Dendropicos spodocephalus
- Pica-pau-de-cabeça-cinzenta, Dendropicos griseocephalus
- Dendropicos obsoletus
- Dendrocopos temminckii
- Dendrocopos maculatus
- Dendrocopos nanus
- Dendrocopos moluccensis
- Dendrocopos canicapillus
- Dendrocopos kizuki
- Pica-pau-malhado-pequeno, Dendrocopos minor
- Dendrocopos auriceps
- Dendrocopos macei
- Dendrocopos atratus
- Dendrocopos mahrattensis
- Dendrocopos dorae
- Dendrocopos hyperythrus
- Dendrocopos cathpharius
- Dendrocopos darjellensis
- Pica-pau-mediano, Dendrocopos medius
- Dendrocopos leucotos
- Pica-pau-malhado-grande, Dendrocopos major
- Dendrocopos syriacus
- Dendrocopos leucopterus
- Dendrocopos assimilis
- Dendrocopos himalayensis
- Picoides lignarius
- Picoides mixtus
- Picoides nuttallii
- Picoides scalaris
- Picoides pubescens
- Picoides borealis
- Picoides stricklandi
- Picoides villosus
- Picoides albolarvatus
- Pica-pau-tridáctilo, Picoides tridactylus
- pica-pau-de-dorso-preto, Picoides arcticus
- Veniliornis callonotus
- Veniliornis dignus
- Veniliornis nigriceps
- Veniliornis fumigatus
- Veniliornis passerinus
- Veniliornis frontalis
- Veniliornis spilogaster
- Veniliornis sanguineus
- Veniliornis kirkii
- Veniliornis chocoensis
- Veniliornis cassini
- Pica-pau-fura-laranja, Veniliornis affinis
- Veniliornis maculifrons
- Piculus simplex
- Piculus callopterus
- Piculus litae
- Piculus leucolaemus
- Pica-pau-bufador, Piculus flavigula
- Piculus chrysochloros
- Pica-pau-dourado, Piculus aurulentus
- Piculus auricularis
- Piculus rubiginosus
- Piculus rivolii
- Colaptes atricollis
- Pica-pau-de-peito-pontilhado, Colaptes punctigula
- Pica-pau-verde-barrado, Colaptes melanochloros
- Colaptes auratus
- Colaptes chrysoides
- Colaptes fernandinae
- Colaptes pitius
- Pica-pau-andino, Colaptes rupicola
- Pica-pau-do-campo, Colaptes campestris
- Celeus brachyurus
- Celeus loricatus
- Picapauzinho-chocolate, Celeus grammicus
- Pica-pau-barrado, Celeus undatus
- Celeus castaneus
- Pica-pau-chocolate, Celeus elegans
- Celeus lugubris
- Pica-pau-de-cabeça-amarela, Celeus flavescens
- Pica-pau-amarelo, Celeus flavus
- Pica-pau-lindo, Celeus spectabilis
- Pica-pau-de-coleira, Celeus torquatus
- Dryocopus galeatus
- Dryocopus pileatus
- Pica-pau-de-banda-branca, Dryocopus lineatus
- Dryocopus schulzi
- Dryocopus javensis
- Dryocopus hodgei
- Dryocopus martius
- Campephilus pollens
- Campephilus haematogaster
- Pica-pau-de-barriga-vermelha, Campephilus rubricollis
- Pica-pau-rei, Campephilus robustus
- Campephilus guatemalensis
- Pica-pau-de-topete-vermelho, Campephilus melanoleucos
- Campephilus gayaquilensis
- Campephilus leucopogon
- Campephilus magellanicus
- Campephilus imperialis
- Pica-pau-bico-de-marfim, Campephilus principalis
- Picus mineaceus
- Picus chlorolophus
- Picus puniceus
- Picus flavinucha
- Picus mentalis
- Picus viridanus
- Picus vittatus
- Picus xanthopygaeus
- Picus squamatus
- Picus awokera
- Pica-pau-verde, Picus viridis
- Picus vaillantii
- Picus rabieri
- Picus erythropygius
- Picus canus
- Dinopium rafflesii
- Dinopium shorii
- Dinopium javanense
- Dinopium benghalense
- Chrysocolaptes lucidus
- Chrysocolaptes festivus
- Gecinulus grantia
- Gecinulus viridis
- Sapheopipo noguchii
- Blythipicus rubiginosus
- Blythipicus pyrrhotis
- Reinwardtipicus validus
- Meiglyptes tristis
- Meiglyptes jugularis
- Meiglyptes tukki
- Hemicircus concretus
- Hemicircus canente
- Mulleripicus fulvus
- Mulleripicus funebris
- Mulleripicus pulverulentus

Página anterior: Anexo:Lista de aves de Sibley-Monroe 1
Próxima página: Anexo:Lista de aves de Sibley-Monroe 3
Índice: 1, 2, 3, 4, 5, 6, 7, 8, 9, 10, 11, 12, 13, 14, 15, 16, 17, 18
https://avibase.bsc-eoc.org/species.jsp?lang=PT&avibaseid=3DC3684D58C5FED3
https://avibase.bsc-eoc.org/species.jsp?lang=PT&avibaseid=390F1E35AD251386
https://avionary.info/explandict/campethera-nubica/
https://avibase.bsc-eoc.org/species.jsp?lang=PT&avibaseid=63BE662157990D54
https://avibase.bsc-eoc.org/species.jsp?lang=PT&avibaseid=AE1533FCE52B804D
https://avibase.bsc-eoc.org/species.jsp?lang=PT&avibaseid=01C9752D8E8AE9D1
https://avibase.bsc-eoc.org/species.jsp?lang=PT&avibaseid=D1B9D410B7F4A6BB
https://avibase.bsc-eoc.org/species.jsp?lang=PT&avibaseid=9BE68BD390E0D2FF
https://avibase.bsc-eoc.org/species.jsp?lang=PT&avibaseid=D1F738F46DE8B552
https://avibase.bsc-eoc.org/species.jsp?avibaseid=05B8A4F150564A49
https://www.avionary.info/explandict/picoides-arcticus/
https://avibase.bsc-eoc.org/species.jsp?lang=PT&avibaseid=C2B68BD803E932A6
https://avibase.bsc-eoc.org/species.jsp?lang=PT&avibaseid=7884F0D657E17F1A